# Fernando García Cadiñanos
Fernando García Cadiñanos (ur. 7 maja 1968 w Burgos) – hiszpański duchowny rzymskokatolicki, biskup diecezjalny Mondoñedo-Ferrol od 2021.

## Życiorys

### Prezbiterat
Święcenia kapłańskie przyjął 26 czerwca 1993 i został inkardynowany do archidiecezji Burgos. Pracował głównie jako duszpasterz parafialny, był także m.in. delegatem biskupim ds. duszpasterstwa ludzi pracy oraz dla diecezjalnej Caritas, sekretarzem departamentu ds. formacji społecznej, a także wikariuszem generalnym archidiecezji.

### Episkopat
1 lipca 2021 roku papież Franciszek mianował go biskupem diecezjalnym Mondoñedo-Ferrol. Sakry udzielił mu 4 września 2021 metropolita Santiago de Compostela – arcybiskup Julián Barrio Barrio.